# Mangroves de Nouvelle-Guinée
Localisation
Les mangroves de Nouvelle-Guinée forment une écorégion terrestre du WWF qui appartient au biome des mangroves de l'écozone australasienne. Elles s'étendent sur plusieurs zones côtières de l'île de Nouvelle-Guinée : 
- Au nord, dans le golfe de Cenderawasih, à l'embouchure des rivières Sepik et Ramu, dans la baie de Dyke Ackland (en) et le long du détroit de Ward Hunt (en).
- Au sud, à l'embouchure des fleuves Purari, Kikori, Fly et Otakwa, le long du golfe de Bintuni et dans la partie méridionale de la péninsule du Vogelkop.